# 天津临港经济区
天津临港经济区，简称天津临港，旧称天津临港工业区、天津临港产业区，位于中華人民共和國天津市滨海新区海河入海口南侧滩涂浅海区，始建于2003年6月，是通过围海造地而形成的具有港口功能的工业园区，是国家循环经济示范区和滨海新区九大功能区之一，定位为建设中国北方以装备制造为主导的生态型临港经济区。2010年，原天津临港工业区、天津临港产业区整合为天津临港经济区。天津临港经济区被纳入天津港总体规划，成为天津港的大沽口港区和高沙岭港区，但实际上由滨海新区人民政府派出机构天津临港经济区管委会（正局级）管辖，天津港等参股合作开发。2014年，天津临港经济区专用的大沽沙航道经过疏浚已经达到10万吨级。2018年1月，滨海新区将区位相邻、功能定位相近的功能区进行归并，天津临港经济区并入天津港保税区。
2018年6月20日，全国人大常委会副委员长王东明向全国人大常委会作关于检查统计法实施情况的报告时称，天津临港经济区规模以上工业企业统计数据造假，虚报率高达56倍。

## 区位
天津临港经济区毗临天津港、天津经济技术开发区和天津港保税区，距滨海新区中心区约10公里、距天津市区约50公里。东至海水等深线约-3处，西至海滨高速公路，南至独流减河左治导线，北至海河口大沽沙航道左治导线。规划成陆面积200平方公里，分三期填海造陆而成，其中北部区域规划80平方公里，南部区域规划120平方公里。

## 历史沿革
1996年1月，美国道化学公司与中国石化总公司拟在天津合作建设60万吨乙烯工程，初步选定在塘沽区海河河口南岸的滩涂，定名为天津临港工业区。同年10月，天津市有关部门做出了初步规划方案。1998年3月，天津市就临港工业区配套工程做出了预可研报告。2001年，国家计委办公厅在《关于中外合资天津乙烯项目有关问题的复函》中要求天津市做好大乙烯前期准备工作和临港工业区的配套开发工作。
2002年，时任国务院总理朱镕基、国家发改委主任曾培炎在视察天津时都对临港工业区做出指示，要求抓紧进行前期开发工作。2004年，国家发改委在上报国务院的《国家发展改革委关于审批天津60万吨乙烯工程项目建议书的请示》中提出，将天津临港工业区作为天津大乙烯项目首选用地。2005年，天津市政府明确提出了临港工业区围海造陆10平方公里了，并开始列入天津市重点工程。2006年，塘沽区提出临港工业区要建设全国重要的化工基地、修造船基地和装备制造业基地的目标。2005年12月18日，天津碱厂的新厂区在临港工业区开工建设，天津碱厂等距离塘沽城区较近的大型化工企业开始向此搬迁。
2009年，天津市空间发展战略发布，提出将石油化工产业南移，因此原计划选址临港工业区的中俄1300万吨炼油项目、蓝星化工新材料基地项目被调整至南港工业区，临港经济区定位也随之被调整为“中国北方以装备制造为主导的生态型临港经济区”。2010年12月31日，定位存在重合的天津临港工业区、天津临港产业区整合为天津临港经济区，原临港工业区更名为天津临港经济区北部区域，原临港产业区更名为天津临港经济区南部区域。
2011年，《滨海新区临港经济区分区规划(2010-2020年)》获得天津市人民政府批复，规划要求临港经济区重点发展轨道交通设备、风电核电设备等大型重型成套装备研发制造、造修船以及物流等生产性服务业。。2014年，天津临港经济区专用的大沽沙航道经过疏浚已经达到10万吨级，这是天津市除天津港主航道外的第二条10万吨以上级别航道。

## 区内工业项目
- 中船重工天津临港造修船基地[9]
- 渤海化工园（含天津碱厂）
- 中粮佳悦粮油综合加工基地[10]